# Вацлав Морачевський
Вацлав Дам'ян Морачевський (пол. Wacław Damian Moraczewski; 27 листопада 1867, Варшава — 13 вересня 1950, Львів) — польський і український медик, педагог, ректор Львівської академії ветеринарної медицини (1925—1927). Почесний професор Львівської академії ветеринарної медицини (1935). Член-кореспондент Краківської академії наук (1938). Доктор біологічних наук (1940). Заслужений діяч науки і техніки УРСР (1941). Науковий керівник Степана Ґжицького.
Чоловік Софії Окуневської.

## Життєпис
Народився у Варшаві, там само 1886 року закінчив філологічну гімназію (1886).
Навчався на хіміко-технологічному факультеті Політехніки в Цюриху (1889) та медичному факультеті Цюрихського університету (1891—1894).
У 1898—1901 роках працював доцентом медичного факультету Львівського університету. Асистент (1899—1918), завідувач (1918) кафедри біохімії, доцент кафедри внутрішніх хвороб (1918—1921) Львівського університету.
Від 1921 року до кінця життя працював у Львівській академії ветеринарної медицини. Там він спочатку очолював кафедру медичної хімії та загальної патології, пізніше — кафедри біохімії та патологічної фізіології. У 1925—1927 був обраний на посади проректора й ректора Академії. 1940 року Вища атестаційна комісія при Раді народних комісарів СРСР ухвалила рішення про надання В. Морачевському (без захисту дисертації) наукового ступеня доктора біологічних наук і наукового звання професора кафедри біологічної хімії та патологічної фізіології.
Був дійсним членом Товариства російських лікарів у Санкт-Петербурзі, членом Московського терапевтичного товариства.
Цікавився літературою, музикою та мистецтвом, популяризував творчість Т. Шевченка, І. Франка, особливо В. Стефаника. Саме дружина Вацлава — Софія Окуневська відіграла першорядну роль у творчому рості й розвитку таланту Василя Стефаника, який в
автобіографічному нарисі «Серце» з вдячністю писав про інтелігентне подружжя Морачевських.
Помер у Львові.

## Наукова діяльність
Перші наукові дослідження проводив у Цюриху в хімічній лабораторії університету під керівництвом проф. Германна Айхгорста, були присвячені розробці та удосконаленню методів визначення мінеральних речовин у сечі та калу, характеристиці метаболізму мінеральних речовин при інфекційних захворюваннях, лейкемії та раку, що значною мірою розширило знання про патогенез цих захворювань. Деякі з праць стосувався метаболізму під час діабету. У цих роботах професор започаткував новий науковий напрямок — клінічну біохімію — і підсумував свій початковий досвід виданням 1894 року підручника з клініко-хімічних досліджень. Також досліджував білковий обмін у наукових установах Львова та Карлових Вар.

Пам'ятна табличка Вацлаву Морачевському на вулиці Левицького у Львові.

На основі матеріалів, зібраних під час дослідження хімічного складу сечі та досвіду власної лікарської практики видав монографію «Leczenie chorób nerkowych» (Лікування ниркових хвороб, 1936), яка багато в чому актуальна й досі. Також писав про патогенез під час міоглобінемії та кольків у коней. Дослідження та терапевтичні методи професора продовжив і розвинув його учень, академік Степан Ґжицький.
Напрями наукових досліджень: клінічна біохімія і фізіологія, нутриціологія, загальна патологія, патофізіологія сечової системи; досліджував метаболізм при лейкемії і псевдолейкемії Морачевський звернув особливу увагу на мало досліджену проблему формування індолу та індикану. Результати цього дослідження ґрунтуються на методології функціональної діагностики печінки. Вивчав обмін речовин залежно від норм харчування людини та сільськогосподарських тварин, доз мінеральних солей і різних внутрішніх факторів. Відзначивши, що секреція води залежить від складу їжі, визначив зв'язок між реакціями кальцію і жирів; першим описав феномен затримання води в організмі після споживання їжі, збагаченої жирами, та діуретичну дію білкової дієти.